# Andorinhão-camaronês
Andorinhão-camaronês ou andorinhão-dos-camarões (Apus batesi) é uma espécie de andorinhão da família Apodidae.
Pode ser encontrada nos seguintes países: Camarões, República Centro-Africana, República do Congo, República Democrática do Congo, Guiné Equatorial, Gabão, Gana, Libéria e Nigéria.